# Eoophyla latifascialis
Eoophyla latifascialis is een vlinder uit de familie van de grasmotten (Crambidae), uit de onderfamilie van de Acentropinae. De wetenschappelijke naam van deze soort is voor het eerst gepubliceerd in 1876 door Pieter Snellen.
De soort komt voor in Indonesië (Sulawesi).